# Parque nacional Juan Castro Blanco
El Parque Nacional Juan Castro Blanco se crea mediante la Ley n.º 7297, del 22 de abril de 1890. Cuenta con una extensión de 14.453 hectáreas. El principal objetivo de la creación de esta área fue proteger la ladera de los volcanes adyancentes y las cabeceras de agua de cinco ríos importantes que recorren la región. Este parque es un limbo, protegido por dueños privados y por varias familias. Se puede acampar o pasar el día.
Su nombre se dispuso en honor al filántropo costarricense Juan Castro Blanco (siglo XIX-siglo XX).

## Ubicación
Este parque nacional se encuentra en el norte de Costa Rica, en la provincia de Alajuela, a unos 100 km al norte de San José, y al este de San Carlos. Está rodeado por los distritos de
Aguas Zarcas, La Palmera, Venecia, Zapote, Laguna, Tapesco, Palmira, Brisas, Sarchí Norte, Toro Amarillo y Río Cuarto, Sucre
Dentro del parque se encuentran los volcanes Platanar y Porvenir.

## Atracciones
Cuenta con varios atractivos turisticos, especialmente entrando por el poblado de Sucre, a unos 9 km encontrará restaurantes y lugares donde practicar senderismo, cabalgatas y hospedaje, entre otras actividades.

## Descripción
[
Contiene una inmensa variedad de orquídeas y aves. Al menos 57 especies de mamíferos: tapir, ocelote, mono, venado, 22 especies de murciélagos. 233 especies de aves, residentes y migrantes.